# Tektonski jarek
V geologiji je tektonski jarek (angl. trench ali nemško graben) dolga in sorazmerno ozka depresija dela zemlje, ki nastane s spuščanjem dela zemeljske skorje med dvema ali več prelomi. Navadno so tektonski jarki dolgi več sto kilometrov, njihovi robovi pa so več sto ali tudi več tisoč metrov višji od dna jarka. Prisotnost bazaltne lave v številnih jarkih kaže na veliko globino prelomov.
Tektonski jarek je rezultat udora bloka zemlje, ki ustvari dolino s posebnimi kamnitimi škarpami na vsaki strani. Jarki se pogosto pojavljajo drug ob drugem s prelomi. Strukture prelomov in jarkov kažejo napetostne sile in raztezanje zemeljske skorje.
Tektonski jarki nastanejo iz vzporednih normalnih prelomov, kjer se krovninski blok  ugrezne in talninski blok  dvigne. Prelomi tipično nastanejo v smeri središča jarka z obeh strani. Prelomi vzporedni blokom ostanejo med jarki.
Riftna dolina (angl. rift valley) ali riftni jarek je dolg, izrazit jarek, omejen z vzporednimi ali približno vzporednimi normalnimi prelomi, ki nastajajo zaradi raztezanja in tanjšanja kontinentalne skorje, npr. Vzhodnoafriški riftni jarek.
Eden od najglobljih jarkov na svetu, z več kot 1000 metri globine, je vulkanski kompleks Unzen (gora) na jugu Japonske.

## Pol-jarki
V mnogih dolinah so jarki asimetrični, z večjimi prelomi vzdolž le ene od meja in so znani kot pol-jarki. Polarnost (smer oblike) glavne meje preloma je običajno vzdolž razkola. Asimetrija pol jarka močno vpliva na sintektonično odlaganje. Razmeroma malo sedimentov vstopi v pol-jarek čez glavni prelom, zaradi učinkov talninskega dviga na drenažni sistem. Izjema je ob morebitnih večjih odmikih v mejah preloma, kjer lahko posredna klančina pomembno doprinese vstopni točki sedimenta. Večina sedimenta bo vstopila v pol-jarek navzdol po strani krovnine (npr. Bajkalsko jezero). 

## Znameniti tektonski jarki
- Kotlina in Range Province JZ Severne Amerike je primer več prelomov in jarkov, vključno Death Valley, z dolino Salt Lake Valley kot najvzhodnejšo in Owens Valley najzahodnejšo.
- Rio Grande Rift Valley v Koloradu, Nova Mehika, Teksas, ZDA
- Dolina Rena severno od Basla, Švica
- Jarek Oslo okoli Osla, Norveška
- Veliki tektonski jarek
- Jarek Saguenay, Quebec, Kanada
- Dolina reke Narmada v osrednji Indiji
- Spodnja dolina reke Godavari v južni Indiji
- Jarek Ottawa-Bonnechere v Ontariju in Quebecu, Kanada
- Lambertov jarek na Antarktiki
- Zaliv Sv. Vincenta v Južni Avstraliji, Avstralija
- Guanabara Bay  v Rio de Janeiro, Brazilija
- Central Lowlands (Midland Valley),  Škotska
- Bajkalsko jezero, Sibirija, Rusija
- Jezero Tahoe, Kalifornija in Nevada, ZDA
- Dolina Santa Clara, Kalifornija, ZDA
- Dolina Ciudad Guatemala, Gvatemala